# Serrà imperial
El serrà imperial, el serrà panegal, el serrà pelegal, el serrà penegal, la rufina o el penegal (Helicolenus dactylopterus dactylopterus) és una espècie de peix teleosti de la família Sebastidae
present a l'Atlàntic occidental (des de Nova Escòcia -el Canadà- fins a Veneçuela), l'Atlàntic oriental (des d'Islàndia i Noruega fins al golf de Guinea -incloent-hi Madeira, les illes Açores i les Canàries- i, també, des de Walvis Bay -Namíbia- fins a KwaZulu-Natal -Sud-àfrica-) i la Mediterrània. Per les seues característiques morfològiques i cromàtiques pot ésser confós amb el pontí (Pontinus kuhlii), el cap-roig (Scorpaena scrofa) i Neomerinthe folgori.

## Morfologia
Pot arribar a mesurar 47 cm de llargària i pesar 1.630 g (normalment, fa de 20 cm -140 g- a 30 cm -465 g-). No té depressió occipital. Cap gros, espinós i cobert d'escates. L'interior de la boca és de color blau fosc. La mandíbula inferior és més llarga que la superior. Té radis inferiors a les aletes pectorals, les quals són simples i amb una membrana interradial incompleta que els deixa mig lliures. Aletes dorsal i anal amb la part anterior espinosa i la posterior tova. Pràcticament sense expansions dèrmiques. Escates rugoses al tacte (musell i part inferior del cap sense escates). Color vermell groguenc, més fosc al dors, i amb tres o quatre bandes transversals. Taca fosca a la part posterior de l'opercle. Té vint-i-cinc vèrtebres. No té bufeta natatòria.
La seua esperança de vida és de 43 anys.
Els radis espinosos de l'aleta dorsal estan units a glàndules verinoses i poden produir picades bastant doloroses.

## Ecologia
És un peix marí que viu entre 50-1.100 m de fondària.
Menja organismes bentònics i pelàgics: crustacis, peixos, cefalòpodes i equinoderms.
És depredat pel lluç de Sud-àfrica (Merluccius capensis), el lluç europeu (Merluccius merluccius), Merluccius paradoxus, Chelidonichthys capensis, el sorell blancal (Trachurus mediterraneus), el rap americà (Lophius americanus), la mòllera roquera (Phycis phycis), l'os marí afroaustralià (Arctocephalus pusillus pusillus), la rajada blanca (Raja alba), la clavellada (Raja clavata) i Raja pullopunctata. És ovípar i la reproducció té lloc del novembre al desembre en aigües meridionals, i del febrer al març a la mar Mediterrània. Les larves i els exemplars immadurs són pelàgics.

## Ús comercial
Es captura amb aparells d'ham (com ara, palangres), té una carn blanca i molt ferma de molt bona qualitat, es comercialitza fresc (sencer i, de vegades, en rodanxes) refrigerat o congelat, i es fa fregit o bullit (per obtenir-ne fumet, ja que el seu cap dona bon gust a certes sopes). És una espècie comuna als mercats on se sol eviscerar perquè el fetge no contamini pas la carn.